# José Ignacio Senao Gómez
José Ignacio Senao Gómez (nacido en 1951 en Zaragoza) es un Graduado Social, Administrador de Fincas y Político español.

## Reseña biográfica
Graduado Social. Administrador de Fincas. Asesor Laboral y Agente de Seguros
Presidente del Colegio Territorial de Administradores de Fincas de Aragón. desde 1988 hasta 1996.
Vicepresidente del Colegio Territorial de Administradores de Fincas de Aragón desde 1985 hasta 1988 y desde1996 hasta 2015.
Vicepresidente 1° del Consejo General de Administradores de Fincas de España desde 1993 hasta 2000 y Vocal desde 1988 hasta 1993 y desde 2000 hasta 2009.
Milita en el Partido Popular desde 1982. Formador de agentes electorales 1985-1987.
Miembro del Comité Electoral Provincial 1986-1987. Vicepresidente Local de Zaragoza 1988-1989.
Presidente Provincial del Partido Popular de Zaragoza 1988-1993.
Presidente Regional del Partido Popular en Aragón. 1989-1993.
Miembro del Comité Electoral Nacional 1989-1996.
Diputado Nacional en la IV y V Legislaturas 1989-1995.
Senador del Reino de España en la Vl y VII Legislaturas 1996-2004.
Diputado Provincial.
Del 10 de julio de 1995 al 04 de agosto de 1999 fue Presidente de la Diputación Provincial de Zaragoza.
Diputado Cortes de Aragón por Zaragoza VII Legislatura 2007-2011
Concejal Ayuntamiento de Zaragoza desde 2011-2019.
- Presidente de la Institución Fernando el Católico 1995-1999.
- Presidente del Consejo Rector Universidad a Distancia UNED Centro de Calatayud y Caspe 1995-1999.
- Presidente de la Sociedad Taurina Plaza Toros de la Misericordia de Zaragoza 1995-1999.
- Presidente del Patronato Provincial de Turismo 1995-1999.
- Presidente del Consejo de Administración Ciudad Escolar Pignatelli 1995-1999.
- Presidente de la Fundación para la Defensa del Románico 1998-1999 y Patrono 1999-2009.
- Presidente del Consorcio Cultural Goya-Fuendetodos 1997-1999 y Vicepresidente 1995-1997.
- Presidente de la Escuela Taller Cerámica de Muel 1995-1999.
- Consejero del Patronato Municipal de Turismo de Zaragoza 2011-2015.
- Consejero del Instituto Empleo y Fomento Empresarial IMEFEZ 2011-2019.

## Condecoraciones
- Cruz de Plata de la Orden al Mérito de la Guardia Civil.
- Cruz con distintivo blanco de la Orden al Mérito Policial.
- Cruz del Mérito Militar con distintivo blanco.[1]
- Caballero Cadete Honorífico Academia General Militar de Zaragoza.
- Miembro de la Hermandad de Caballeros de San Juan de la Peña.[1]
- Huésped distinguido de la Ciudad de Santo Domingo (República Dominicana) en el V Centenario 1998.[1]
- Medalla de la UNESCO.
- Medalla de bronce y Medalla de plata al mérito profesional Colegio Oficial de Graduados Sociales de Zaragoza.
- Medalla de bronce y Medalla de Plata al mérito profesional Colegio Oficial de Administradores de Fincas de Zaragoza.
- Medalla de la Asociación de Donantes de Sangre de Zaragoza.
- Becario de Honor del Colegio Mayor Universitario Miraflores de Zaragoza 2003.
- Galardonado con el Trofeo “Pluma de Oro-Salvador Asensio". concedida por la Asociación de Informadores Taurinos de Aragón y con el Premio Tercerol de la Asociación para el Estudio de la Semana Santa.[1]
- Hermano Receptor de la Muy Ilustre, Antiquísima y Real Hermandad de la Preciosísima Sangre de Nuestro Señor Jesucristo y Madre de Dios de Misericordia.[1]
- Hermano de la Cofradía de Nuestro Padre Jesús de la Agonía y de Nuestra Señora del Rosario en sus Misterios Dolorosos o del Silencio.[1]
- Hermano de Honor de la Cofradía de las Siete Palabras y de San Juan Evangelista.[1]
- Hermano de Honor de la Real Cofradía del Santísimo Rosario de Cristal de Nuestra Señora del Pilar.
- Socio de Honor del Centro de Estudios de la Orden del Santo Sepulcro.
- Hermano de Honor de la Muy Ilustre y Antiquísima Esclavitud de los Sagrados Corporales de Daroca.[1]